# USS LST-926
O USS LST-926 foi um navio de guerra norte-americano da classe LST que operou durante a Segunda Guerra Mundial.